# Maisonsgoutte
Maisonsgoutte es una localidad y  comuna francesa, situada en el  departamento de Bajo Rin, en la región de  Alsacia.

## Historia
En 1885, Joseph Meister, entonces un joven escolar de 9 años y natural de Maisonsgoutte, llamada Meissengott, fue la primera persona vacunada contra la rabia por Louis Pasteur.

## Demografía
| 814 | 828 | 828 | 812 | 789 | 776 | 888 |
| Para los censos de 1962 a 1999 la población legal corresponde a la población sin duplicidades (Fuente: INSEE [Consultar]) |     |     |     |     |     |     |

## Personajes célebres
- André Zimmermann, ciclista ganador del tour de l'Avenir en 1963 y compañero de equipo del campeón Jacques Anquetil.